# Larissa Pauluis
Larissa Pauluis (Etterbeek, 22 februari 1980) is een Belgisch ruiter.

## Levensloop
Met haar paard Flambeau nam ze deel aan de Olympische Zomerspelen van 2020 in het onderdeel 'dressuur', zowel individueel als in teamverband. Naast Pauluis bestond het Belgisch team uit Domien Michiels, Laurence Roos en Alexa Fairchild (reserve). In het individueel onderdeel behaalde ze een score van 67,251, goed voor een 8e plaats (op 10 deelnemers) in haar reeks. Ze kon zich hierdoor niet plaatsen voor de finale. Met het team werd een score van 6702,5 behaald, wat resulteerde in de 9e plaats. Net onvoldoende om zich te plaatsen voor de finale.
In 2021, 2022 en 2023 werd ze Belgisch kampioene 'dressuur'. Eveneens in 2023 won ze de 'Grand Prix kür' in Le Mans en wist ze zich te plaatsen voor de finale van de 'Kür op muziek' op het Europees kampioenschap van 2023 in het Duitse Riesenbeck. Hierdoor wist ze zich met de Belgische ploeg te plaatsen voor de Olympische Spelen van 2024 te Parijs.